# Acacia pinetorum
Acacia pinetorum är en ärtväxtart som beskrevs av Frederick Joseph Hermann. Acacia pinetorum ingår i släktet akacior, och familjen ärtväxter. Inga underarter finns listade i Catalogue of Life.

## Bildgalleri

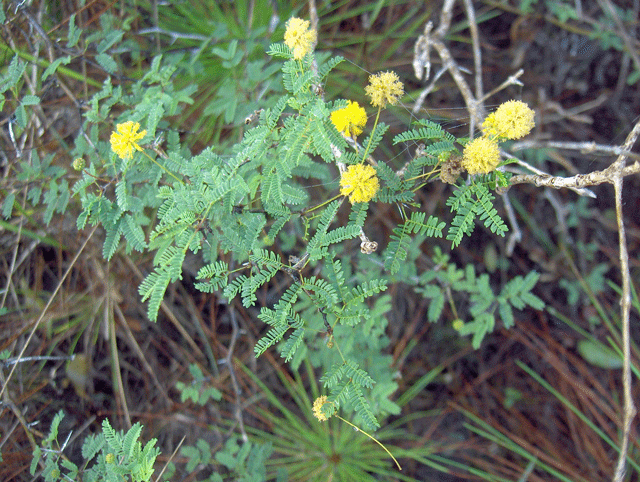
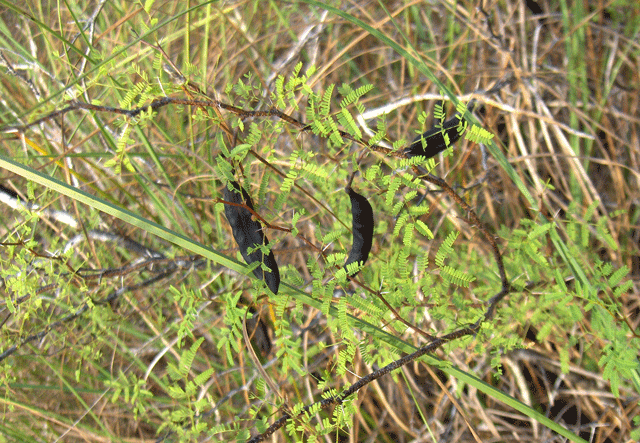
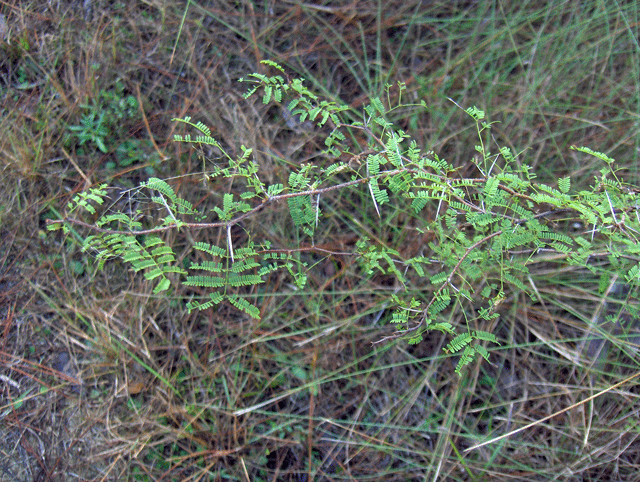